# Udo Quellmalz
Udo „Quelle“ Quellmalz (* 8. März 1967 in Leipzig) ist ein deutscher Judoka.

## Leben
Udo Quellmalz fing 1975 mit dem Judosport an und besuchte ab seinem 14. Lebensjahr die Kinder- und Jugendsportschule in Leipzig. Von 1979 bis 1990 startete er für den SC Leipzig und wurde dort von den Trainern Norbert Littkopf und Helmut Howiller betreut. 1990 übersiedelte er nach Bayern und wurde Mitglied der Judomannschaft des TSV Abensberg. Von Abensberg wechselte 1992 zum MTV Ingolstadt und trainierte dort bis 1998 bei Harald Heinke. 1984 war er Europameister der Altersklasse U21. Bei den Olympischen Sommerspielen in Atlanta 1996 gewann er die Goldmedaille im Halbleichtgewicht bis 65 kg. Udo Quellmalz war darüber hinaus zwei Mal Weltmeister (1991 in Barcelona und 1995 in Japan). Er trägt den 7. Dan.
Quellmalz hat einen Hochschulabschluss als Diplom-Sportlehrer von der DHfK Leipzig und ist zudem gelernter Groß- und Außenhandelskaufmann. Er beendete seine aktive Laufbahn 1998 und arbeitete sechs Jahre als Sportdirektor und Nationaltrainer für den britischen Judoverband. Für den Österreichischen Judoverband (ÖJV) war er von 2007 als Techniktrainer bzw. von 2009 bis 2012 als Nationaltrainer engagiert. Hierbei kümmerte sich um Ludwig Paischer und Sabrina Filzmoser.
Nach Beendigung seines Vertrages mit dem ÖJV zog es Quellmalz aus beruflichen Gründen nach Katar, wo er als Sportlehrer tätig war. 2018 kehrte er nach Deutschland zurück und arbeitet in seiner Geburtsstadt Leipzig als Sportkoordinator beim Judo-Verband Sachsen. Im Januar 2025 wechselte Udo Quellmalz zum Deutschen Judo-Bund (DJB) als Bundestrainer U21w an den Olympiastützpunkt Niedersachsen (OSP Niedersachsen).

## Sportliche Erfolge
- 1996 Olympiasieger in Atlanta
- 1992 Olympiabronze in Barcelona
- 1988 Olympiateilnahme in Seoul

- 1995 Weltmeister in Tokyo
- 1993 WM-Bronze in Hamilton
- 1991 Weltmeister in Barcelona
- 1989 WM-Silber in Belgrad

- 1993 Bronze bei Europameisterschaften in Athen
- 1990 Silber bei Europameisterschaften in Frankfurt
- 1988 Bronze bei Europameisterschaften in Pamplona

- 2 × DDR-Meister im Halbleichtgewicht 1987 und 1988 (für den SC Leipzig)
- 4 × Deutscher Meister (für TSV Abensberg und MTV Ingolstadt)

## Auszeichnungen
- Für seine sportlichen Erfolge erhielt er am 23. Juni 1993 das Silberne Lorbeerblatt.[6]